# Combattimento Consort Amsterdam
Het Combattimento Consort Amsterdam was een Nederlands muziekensemble, dat heeft bestaan van 1982 tot 2014.
Het Combattimento Consort speelde onder artistiek leider Jan Willem de Vriend muziek uit de periode van 1600 tot 1800, waarbij een voorkeur lag bij de minder bekende componisten. Gezien het repertoire werden concerten in kleine en middelgrote bezettingen gegeven, maar ook stonden oratoria en opera's op het repertoire. In tegenstelling tot veel moderne ensembles die oude muziek uitvoeren op "historisch instrumentarium" oftewel replica's daarvan, speelde dit ensemble op moderne instrumenten.
Het gezelschap bestond uit een kern van veertien musici, dat uitgebreid kon worden met vaste gastmusici indien nodig. Solisten waren dikwijls afkomstig uit de vaste kern. Er werd dikwijls samengewerkt met koren als het Nederlands Kamerkoor of Cappella Amsterdam en violisten als Jaap van Zweden en Isabelle van Keulen.
Omdat Jan Willem de Vriend zich volledig ging richten op zijn andere activiteiten als dirigent, is Combattimento Consort Amsterdam in januari 2014 opgehouden te bestaan.
De overige leden zijn sinds juli 2013 actief onder de naam Combattimento.  